# It's a Small World
Pour l’article homonyme, voir It's a Small World (film, 1935).
It's a Small World (littéralement : « C'est un petit monde » ou  « Le monde est petit »), également typographié « it's a small world! » (avec guillemets et tout en minuscules), est une attraction de type croisière scénique célèbre des parcs à thèmes Disney. Elle représente les différents peuples et pays du monde au travers de poupées d'animaux et d'enfants en costumes locaux et de décors, le tout avec un fond musical joué en boucle et chanté en plusieurs langues. L'attraction célèbre la fraternité universelle.
Le thème et la musique sont régulièrement l'objet de parodies et de critiques et sont parfois considérés comme le paroxysme de la mièvrerie et de la philosophie Disney.

## Histoire

### Origines: le pavillon UNICEF-PepsiCo

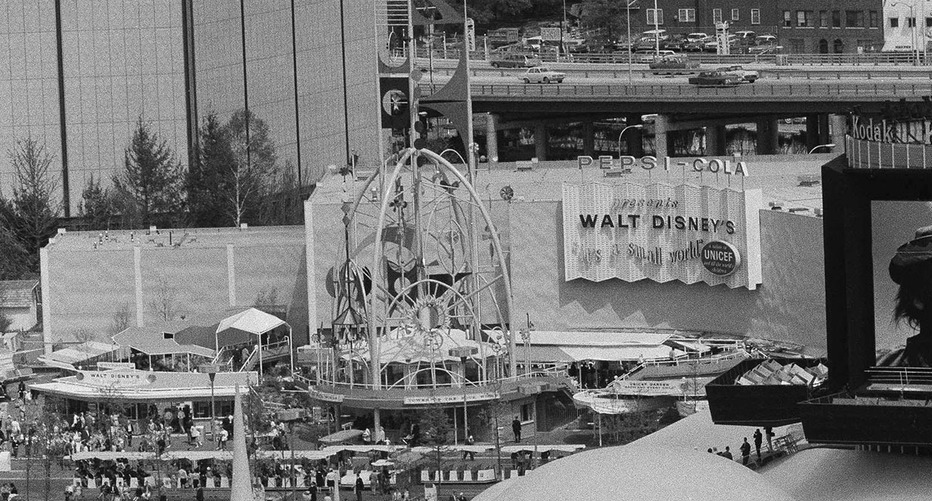
Photo du pavillon de l'Unicef de la Foire internationale de New York 1964-1965.

En 1964, Walt Disney et son équipe sont approchés par la PepsiCo qui sponsorisait le pavillon de l'Unicef dans le cadre de la Foire internationale de New York 1964-1965 qui s'est tenue dans le parc de Flushing Meadows, situé dans le Queens, un des districts de la ville de New-York,. La société Pepsi est alors dirigée par l'actrice Joan Crawford qui avait épousé en 1955 Alfred Steele (en), le PDG de la société mort en 1959. L'équipe de Pepsi avait imaginé plusieurs concepts pendant plusieurs mois mais sans parvenir à un résultat satisfaisant c'est pourquoi elle est venue demander de l'aide aux Imagineers. Joe Fowler a initialement refusé cette demande jugeant le délai trop court mais Walt Disney décida de tout faire pour concevoir et construire l'attraction. Fowler avait alors déjà trois projets en cours pour cette manifestation, un Abraham Lincoln en audio-animatronique pour le pavillon de Chicago, un pavillon pour General Electric et un autre pour Ford.
Les équipes de Disney n'ont eu que neuf mois pour concevoir et réaliser l'attraction. Mais elle fut l'un des plus grands succès de la foire tout comme les  trois autres attractions proposées par Disney, encore conservées dans les parcs. Selon Shaun Finnie, elle illustrait parfaitement le thème de la foire internationale, « la Paix au travers de la compréhension. » L'entrée de l'attraction, une tour baptisée Tour des quatre vents a été créée par Rolly Crump.
Il ne subsiste de la foire que trois bâtiments, deux tours surmontées de « soucoupes volantes » et une importante sphère. Un des éléments de cette première version qui ornait l'entrée du pavillon de l'UNICEF n'a pas été reconstruit, c'était la tour Rolly Crump, un mobile du temps. Le contenu de l’attraction, une fois la Foire internationale finie, a été transféré à Disneyland en Californie et ouvrit le 28 mai 1966. Jimmy Johnson précise que la version à la foire de New York était plus courte.

### Concept
L'attraction consiste en une croisière lente au milieu d'audio-animatronics prenant la forme de poupées ou d'animaux représentant toutes les nationalités et chantant un hymne à la fraternité universelle. Au niveau graphique, l'attraction a été conçue par Mary Blair, qui fut aussi directrice artistique sur plusieurs films d'animation de Disney comme Cendrillon et Peter Pan,. Marc Davis a lui conçu le parcours de neuf minutes et les personnages. Les poupées sont en partie l'œuvre de Joyce Carlson, honorée en 1998 d'une fenêtre sur Main Street, USA mentionnant Miss Joyce-Dollmaker for the World.

#### Bâtiment
L'aspect architectural du bâtiment accueillant l'attraction lors de la Foire internationale, conçu par Mary Blair était toutefois relativement plat comparé aux versions plus élaborées des parcs à thèmes. Pour la version initiale de Disneyland, la façade extérieure du bâtiment est composée d'une énorme tour d'horloge. Tous les quarts d'heure, des poupées représentant différentes cultures paradent sous l'horloge. Ensuite, les portes de l'horloge s'ouvrent, révélant deux cubes géants, l'un pour les heures et l'autre pour les minutes et dont les chiffres adoptent un aspect très stylisé.
Derrière la tour, un large mur évoque les grands monuments du Monde toujours dans le style caractéristique de Mary Blair.
Dans les versions de Disneyland et Parc Disneyland, le train (Disneyland Railroad) passe entre la tour de l'horloge et le mur, de plus le circuit aquatique de l'attraction est en partie découvert.
La version du Magic Kingdom n'adopte pas la même architecture extérieure.

#### Intérieur
À l'intérieur du bâtiment, tout le long du canal, des poupées, des animaux et des objets animés regroupés par pays ou continent chantent une ritournelle. Toutes ces différentes contrées sont identifiées par les costumes des poupées, par les animaux, les objets ou des bâtiments caractéristiques. La chanson est également chantée si possible dans la langue du pays.
Les versions de Disneyland, du Magic Kingdom, de Tokyo Disneyland et de Hong Kong Disneyland possèdent plusieurs salles alors que celle du Parc Disneyland est construite dans une seule et immense salle dont les décors délimitent les sections. Cette technique permet d'augmenter le sentiment de profusion et de taille.
Voici les différents continents et pays qui se succèdent dans la version originale de Disneyland :
- les régions nordiques avec la Norvège, le Pôle Nord et le Canada avec les paroles en suédois ;
- l'Europe avec des poupées suédoises, anglaises, françaises, écossaises et néerlandaises. La chanson est en allemand, anglais (avec un accent écossais), néerlandais, espagnol, français et italien ;
- l'Asie avec des poupées cambodgiennes, chinoises, coréens, indiennes ou japonaises. La chanson est en anglais et japonais ;
- l'Amérique latine avec le Chili et la Cordillère des Andes, la chanson est en espagnol. Le portugais n'est pas utilisé ;
- l'Afrique avec un décor très inspiré par la savane, la chanson possède un rythme basé sur les percussions des tamtams. Les paroles sont en anglais ;
- l'Océanie et l'Australie avec la chanson dans une variante marine évoquant les sirènes, chantée en anglais avec un accent australien ;
- la forêt tropicale des îles polynésiennes soutenue par des percussions ;
- les États-Unis avec la campagne américaine, le Far-West et Hollywood avec les paroles en anglais.

Ensuite vient le grand final :
- les cultures du monde sont présentées dans une version blanche et or de leurs costumes traditionnels et chantent en chœur la version anglaise de la chanson ;
- un cow-boy et un Amérindien se tenant l'un à côté de l'autre étaient la seule représentation des États-Unis dans la version de Disneyland jusqu'en 2008, où, avec l'arrivée des personnages Disney, l'attraction reçoit une nouvelle scène sur les États-Unis nommée Spirit of America. Pour le parc Disneyland, il y a aussi une poupée en tenue de footballeur américain tenant une boîte de pop-corn et une Afro-Américaine en tenue de baseball ;
- les versions des autres parcs montrent parfois un peu plus. Ainsi la version du parc Disneyland possède une section de plusieurs poupées sur les États-Unis juste avant le grand final.

#### Musique
Les frères Sherman, compositeurs de nombreuses bandes originales des productions Disney, ont écrit à la demande de Walt Disney la musique et les paroles de la version américaine de la chanson-ritournelle It's a Small World (ou It's a Small World Clock Parade), après que le concept original reprenant les hymnes nationaux a été écarté. Ils l'ont conçue comme une ballade joyeuse avec une introduction plus lente et plus mélodieuse. La chanson a été partiellement modifiée par la suite : la version actuelle est plus entraînante et plus mono-rythmique, afin d’obtenir une version unique[pas clair].
Les paroles sont chantées en :
- allemand ;
- anglais international ;
- anglais avec un accent britannique ;
- anglais avec un accent australien ;
- espagnol ;
- français ;
- italien ;
- japonais ;
- néerlandais ;
- suédois.

### Après New York 64-65
Comme convenu lors de la conception de l'attraction, Disney déménage l'attraction à Disneyland après la fermeture de la foire internationale.
Disneyland Records publie en 1968 un album des chansons de l'attraction.

#### Célébration de Noël
En 1997, l'attraction californienne a vu la mise en place d'une décoration extérieure et intérieure sur le thème de Noël. Pour cela, l'attraction est fermée à partir de mi-octobre, puis rouvre début novembre, et conserve cette thématique jusqu'en mi-janvier, début février. La musique est également modifiée pour inclure Jingle Bells.
Cette thématique est mise en place à Tokyo Disneyland, en 2003 et 2009 à Disneyland Paris et en 2005 à Hong Kong Disneyland.
« It's a Small World ! Celebration » a fait son arrivée au Parc Disneyland depuis l'hiver 2009, puis fut interrompue l'hiver 2015 et 2016 avant d'être remise en place chaque hiver à partir de novembre 2017, sans que cela ne nécessite de fermeture lors de sa mise en place.

#### Ajout des personnages Disney
L'ajout des personnages Disney dans l'attraction située à Hong Kong Disneyland crée la polémique parmi les fans de Disney en raison du non-respect apparent de l'œuvre de Mary Blair.
Le Los Angeles Times a également évoqué la possibilité de procéder à l'ajout des personnages d'Alice au pays des Merveilles dans l'attraction californienne.

## Attractions

### Disneyland
C'est la version originale, conçue par Mary Blair. L'extérieur de l'attraction fut plusieurs fois revue et corrigée durant les décennies.
- En 1983, à l'occasion du nouveau Fantasyland, les couleurs furent légèrement modifiées pour intégrer des nuances de bleu sur la tour de l'horloge.
- En 1995, la palette de couleur de l'attraction changea pour devenir plus colorée proche de celle mise en place au parc Disneyland mais en restant dans des tons pastel.
- En 2005, les couleurs d'origine blanc et or, furent rétablies afin de retrouver la vision de Walt Disney. Un pilier-colonne au-devant de l'attraction arbore encore les couleurs précédentes.
- En 2008, une trentaine de personnages Disney furent ajoutés, tandis que les mélodies des chansons correspondantes aux personnages furent ajoutées dans la bande-sonore de l'attraction, tout comme dans la version d'Hong Kong Disneyland.

Devant l'attraction, les jardins sont animés par des topiaires aux formes d'animaux.
Depuis 1997, l'attraction est agrémentée à la période de Noël par des décorations de fêtes. Les chansons Jingle Bells et Deck the Halls sont ajoutées à la chanson habituelle.
- Ouverture : 28 mai 1966[13],[6]
- Fermeture pour rénovation : 22 janvier 2008
- Réouverture : 21 novembre 2008
- Conception : WED Enterprises
- Contenu
  - Audio-animatronics : 605 dont
    - 297 d'enfants[13]
    - 256 de jouets[13]
- Slogan : The happiest cruise that ever sailed around the world.
- Partenaire : Pepsi-Cola-Unicef, Bank of America (1966-1992)[13], Mattel, Siemens (2005-2017)[14]
- Durée : 11 min 56 s
- Type d'attraction : croisière tranquille
- Constructeur : Arrow Dynamics[15]
- Situation : 33° 48′ 52″ N, 117° 55′ 04″ O

### Magic Kingdom
La version du Magic Kingdom est assez proche de celle de Californie sauf pour l'extérieur. Afin de respecter le style donné à Fantasyland, la façade de l'attraction est composée de tourelles et autres éléments architecturaux rappelant l'époque des tournois médiévaux. Les colonnes supportant la file d'attente ont ainsi la forme de lances de joute.
En mai 2004, l'attraction ferme pour une rénovation comprenant aussi une nouvelle décoration de l'entrée. Elle dure jusqu'en avril 2005. La file d'attente intérieure est modifiée et une reproduction à plus petite échelle de la façade de l'attraction de Disneyland est ajoutée dans cette dernière. Les peintures intérieures ont été refaites, un nouveau système audio est installé ainsi que quelques nouveaux audio-animatronics.
- Ouverture : 1er octobre 1971 (avec le parc)
- Conception : WED Enterprises
- Constructeur : Arrow Dynamics
- Longueur du parcours : 1 800 m
- Capacité de la rivière : 2 000 m3
- Slogan : The happiest cruise that ever sailed around the world.
- Audio-Animatronics: 472
  - Personnages en Audio-animatronics : 289[1]
  - Jouets : 147
  - Autres : 36
- Durée : 10 min 30 s
- Type d'attraction : croisière tranquille
- Situation : 28° 25′ 14″ N, 81° 34′ 55″ O

### Tokyo Disneyland

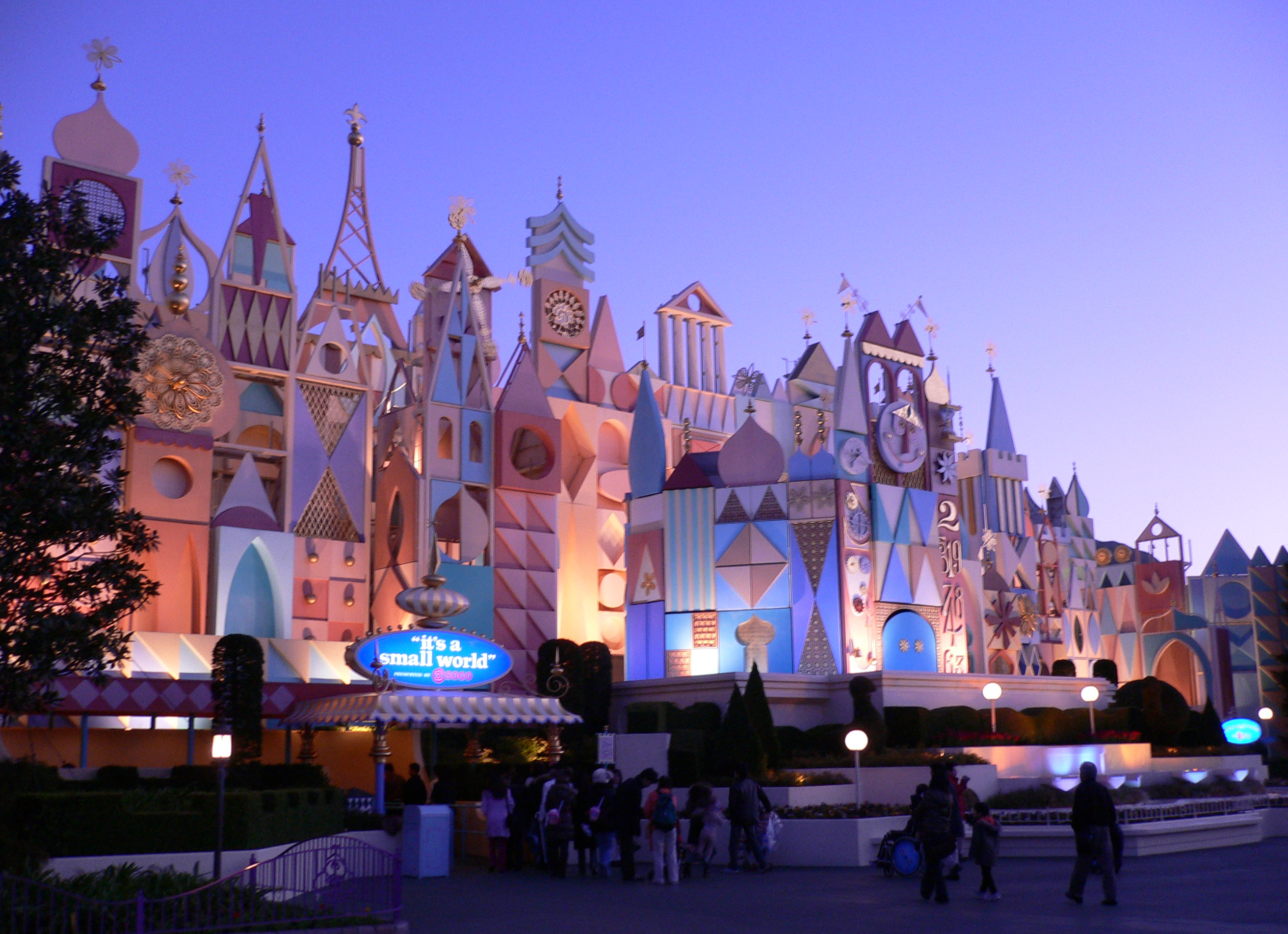
Façade à Tokyo Disneyland.

Un restaurant nommé Queen of Hearts Banquet Hall se trouve à la gauche de la version japonaise. L'entrée se fait sous le mur de la façade et aucun canal n'est visible depuis l'extérieur. La façade de l'attraction est très colorée comme pouvait l'être celle de Disneyland à partir de 1983. Le jardin situé à gauche possède des topiaires d'animaux.
- Ouverture : 15 avril 1983 (avec le parc)
- Conception : WED Enterprises
- Slogan : The happiest cruise that ever sailed around the world.
- Partenaire : Sogo
- Durée : 10 min 30 s
- Type d'attraction : croisière tranquille
- Situation : 35° 37′ 51″ N, 139° 52′ 51″ E

Le parc Tokyo DisneySea possède une attraction similaire, Sindbad's Storybook Voyage basée sur l'histoire de Sinbad le marin.

### Parc Disneyland
La version française possède à l'entrée de l'attraction une fontaine en forme de planète Terre surmontée d'une barque accueillant plusieurs poupées. La façade possède, elle, des couleurs pastel plus visibles sous les cieux européens.
Ensuite, une importante file d'attente permet de rejoindre l'embarcadère de la croisière, situé en contrebas. La partie découverte se situe sur la droite de la fontaine et serpente dans les jardins avant d'atteindre une place surélevée. Une partition de musique avec les quelques notes de la célèbre chanson accueille les visiteurs quand l'escargot, la partie droite de la file d'attente, n'est pas ouvert. Une grande partie de la file est couverte par un toit, d'abord formée par un pavillon octogonal (l'escargot) à droite de l'attraction. Le toit se rétrécit ensuite pour couvrir la descente vers l'embarcadère, en passant au-dessus du canal de l'attraction, embarcadère recouvert par un toit plus large.
En sortant du bateau, il était possible de rejoindre le second pavillon octogonal, vitrine du sponsor présentant dans des reproductions miniatures des monuments du monde entier, des petits écrans où les poupées de l'attraction prennent vie devant des objets de télécommunications. Des traits de lumière traversent la pièce comme des étoiles filantes et relient les poupées à leurs « amis » quel que soit le lieu, mais ferme définitivement ses portes en août 2010 pour être remplacée par une nouvelle attraction : une photolocation couverte, avec une file d'attente interactive, pour les princesses Disney en 2011.
L'attraction ferme ses portes le 27 juillet 2015 pour une rénovation de cinq mois jusqu'à sa réouverture le 19 décembre 2015. La façade de cette dernière reçoit une nouvelle palette de couleurs pastels très « vintage moderne » à mi-chemin entre les pastels essentiels et authentiques de l'attraction imaginée par Mary Blair et des teintes plus vives et éclatantes, le tout laissant une impression de relief unique. Elle reçoit également de nouvelles scènes d'entrée et de sortie mettant en avant Osram, le nouveau partenaire de l'attraction ayant succédé à France Télécom ainsi qu'une toute nouvelle planète Terre sur la fontaine devant cette dernière, entièrement bleue ciel avec différents degrés de reliefs en forme de courbes et faisant ainsi des jeux d'eaux.
L'attraction ferme de nouveau ses portes le 29 novembre 2021 pour connaître sa plus longue phase de réhabilitation depuis son ouverture. Celle-ci devrait avoir pour but une mise aux normes de l'attraction, une amélioration du confort du personnel du parc travaillant au sein de l'attraction, et une rénovation de la façade et du parcours scénique. La réouverture de l'attraction est prévue pour le 5 mai 2023.
- Ouverture : 12 avril 1992 (avec le parc)
- Fermeture pour rénovation : du 27 juillet 2015 au 19 décembre 2015
- Fermeture pour réhabilitation : du 29 novembre 2021 au 5 mai 2023
- Conception : Walt Disney Imagineering, Intamin
- Contenu :
  - 281 poupées Audio-animatronics
  - 48 jouets
  - 247 accessoires animés
- Slogan : The happiest cruise that ever sailed around the world.
- Partenaire :
  - France Télécom : 1992 - 2008
  - Osram : depuis 2012
- Durée : 10 min 30 s
- Type d'attraction : croisière tranquille
- Situation : 48° 52′ 29″ N, 2° 46′ 34″ E

#### Accident
Le 6 octobre 2010, vers 5 h 30 du matin, un technicien de maintenance d'une société de prestation a été grièvement blessé alors qu'il nettoyait l'un des bateaux de l'attraction. Les premiers éléments de l'enquête indiquent qu'il a été écrasé par un second bateau, d'un poids unitaire d'une tonne et emmené en urgence à l'hôpital mais vers 15 heures, il meurt des suites de ses blessures. L'attraction a été fermée à partir du 6 octobre 2010  pour les besoins de l'enquête. Le 9 octobre 2010, elle est ouverte à nouveau au public mais les circonstances exactes de l'accident restent floues, la famille de la victime ayant porté plainte. La société Eurodisney est condamnée en 2018 par le tribunal correctionnel de Meaux pour homicide involontaire.

### Hong Kong Disneyland
L'attraction est ouverte depuis le 28 avril 2008. Elle comprend une scène supplémentaire avec un décor présentant une vue du  Victoria Harbour à Hong Kong, la Grande Muraille stylisée et des objets de l'opéra chinois. Ce décor a été ajouté afin de satisfaire la population chinoise. De même, la bande son de l'attraction a été enregistrée dans 4 nouvelles langues (le cantonais, le coréen, le mandarin standard et le filipino).
- Ouverture : 28 avril 2008
- Conception : Walt Disney Imagineering
- Contenu :
  - 241 poupées Audio-animatronics dont 38 personnages Disney
  - 220 jouets
  - 247 accessoires animés
- Durée : 10 min 30 s
- Type d'attraction : croisière tranquille
- Budget : 300 millions de HK$

## Analyse
L'attraction est considérée depuis sa présentation lors de la Foire internationale de New York 1964-1965 comme « l'une des attractions les plus appréciées de Disney… une charmante croisière à travers les pays du monde. » « L’attraction favorite des visiteurs de la foire… qui a satisfait les touristes étrangers. »  « C'est l'une des attractions les plus connues et qui possède un style simple et enfantin, un réel écart des représentations artistiques traditionnelles des imagineurs. » Mais Douglas Brode indique que les implications idéologiques alors innovantes de l'attraction ne caractérisaient pas le courant de pensée américain de l'époque, il avait un quart de siècle d'avance. Le but de l'attraction de la Foire internationale était « d'éduquer de manière ludique les gens (adultes et enfants). » Douglas Brode considère que l'attraction est la production phare de l'entreprise Disney pour le thème de l'acceptation des autres et d'une meilleure humanité. Plusieurs films ont transposé le thème avec des animaux de différentes espèces comme Nomades du Nord (1961), L'Incroyable Randonnée (1963), A Tale of Two Critters (1977) et Rox et Rouky (1981).
Jimmy Johnson, président de Walt Disney Records de 1956 à 1975, écrit que l'attraction était l'une des plus populaires de la Foire internationale de New York et que Walt Disney avait prédit que la chanson devienne l'une des plus importantes sources de droits d'auteurs des frères Sherman. Johnson explique que dans les années 1960 et 1970, l'attraction et sa chanson faisait partie des principaux produits dérivés du parc avec des disques, des livres et des objets à l'effigie des personnages. Il utilise l'exemple de l'attraction pour résumer un des concepts en vigueur dans les parcs Disney, les livres et les disques aident à populariser l'attraction qui aident à vendre les produits dérivés.
Susan Veness écrit que Mary Blair a choisi le blanc comme couleur dominante de l'attraction pour représenter la communauté mondiale car elle trouvait cette couleur festive. Veness rappelle que le mélange des lumières rouge, vert et bleu font du blanc (par synthèse additive). Steven Watts indique que Blair a utilisé des schémas de couleur pour souligner les différences régionales comme le jaune pour le Moyen-Orient, le bleu et le vert pour l'Afrique, le rose vif et l'orange pour l'Amérique du Sud, le blanc étant réservé pour le final.
L'attraction est parfois présentée comme « emplie de stéréotypes et [l'archétype] d'une vision réductrice au lieu de réaliste, » comme dans la parodie de l'attraction se trouvant dans « Le Choix de Selma », un épisode des Simpson. Ce que Douglas Brode confirme à un certain niveau, l'attraction étant une collection de stéréotypes utilisée pour caractériser tout le monde sans avoir nécessairement un aspect négatif.
La raison première est la manière relativement mièvre dont est présenté le monde. Timothy K. Beal écrit que l'attraction est « un décor peuplé de poupées mièvres faisant leurs activités joyeuses et innocentes. » Pour Rhonda Hammer et Douglas Kellner, elle permet en la prenant de manière sérieuse d'appréhender la vision métaphorique du monde pour les entreprises multinationales. Brad Prager et Michael Richardson écrivent que l'attraction caractérise les parcs Disney en entier « en supprimant les ethnies, les races et les différences sexuelles. » L'attraction présente un large panel de personnages mécaniques de plusieurs ethnies et nationalités qui doivent tous avoir supposément le même regard sans fausse différence de couleur de peau ou de vêtements. Le fait de vouloir rassembler un grand nombre de cultures différentes dans le même espace, avec des couleurs acidulées, sous la forme d'enfants en tenues traditionnelles aux gestes répétitifs et entonnant la même mélodie aux paroles facilement compréhensibles, transmettant que « le monde est petit », représente pour certains un aspect réducteur de la complexité ethno-culturelle de la Terre. Brode rappelle que le mot « diversité » aux États-Unis ne faisait partie, au milieu des années 1950, que du vocabulaire des minorités radicales.
La seconde raison est le thème musical entêtant de l'attraction. La chanson possède une importante facilité de mémorisation qui pour certaines personnes peut être énervante. Shaun Finiie évoque ainsi « une chanson contagieuse », Steven Watts « d'un air addictif ».
Les paroles de la chanson sont répétitives et enfantines, donc faciles à mémoriser au point que le guide de voyage Frommer écrit « il ne faudra pas longtemps pour que la chanson semble ancrée en permanence dans votre tête » tandis que le guide non officiel The Unofficial Guide Walt Disney World 2011 parle d'une chanson « vidant l'esprit. »
De plus, elles sont répétées dans chaque zone présentée dans l'attraction dans une langue différente propre à chaque pays représenté (à savoir que chaque langue possède un texte différent et que seule la mélodie reste en commun). On peut entendre au cours de l'attraction près de dix langues.

### Parodies
Voici quelques-unes des parodies de l'attraction et de sa chanson :
- Une saynète de Saturday Night Live durant la saison 1982-1983 (8e saison) montre des gens emprisonnés et tués un par un dans une attraction similaire à It's A Small World.
- Dans l'épisode Le Choix de Selma des Simpson (1993), la famille visite les Duff Gardens, une parodie d'un grand nombre de parcs d'attraction. Tante Selma, Lisa et Bart montent dans l'attraction The Little Land of Duff qui comprend de nombreuses poupées chantant la ritournelle de la marque de bière Duff.
- Dans l'épisode La série débarque de Futurama (1999), Fry visite la lune qui, dans le futur, est surtout connue pour son parc à thème qui présente notamment une attraction sur l'histoire de l'« âge stupide » (le XXe siècle) mise en scène par des poupées chantantes.
- Dans le film Les Razmokets à Paris en 2000, les héros visitent Euro Reptar (parodie de Disneyland Paris) dans lequel figure l'attraction Le monde gluant où des automates évoluent dans une sorte de slime (pâte verte et gluante) en chantant une chanson qui n'est pas sans rappeler It's a Small World. La méchante Coco LaBouche n'y reste pas insensible : « Faites-moi penser à éliminer corps et âme l'abruti qui a composé cette abominable chanson, qui que ce soit ! »
- Dans Shrek sorti en 2001; le château de Lord Farquaad, Dulock, représente le parc Disneyland et la chevillette que tire l'âne représente une parodie de It's Small World.
- Dans Astérix et Obélix : Le Combat des chefs, série animée (2025), les Romains installent un parc d'attractions, dont une parodie It's a Small World. Célébrant la gloire de Rome, des chanteurs y entonnent la chanson C'est un monde romain, tandis que deux Romains qui s'y rendent ont des réactions diverses. Le centurion Potus est joyeux, bien que constatant que sa mélodie reste facilement en tête, tandis que l'archiviste Métadata dit regretter avoir cru dans les idées qu'elle véhicule. C'est aussi une allusion au thème Duloc est un monde parfait de Shrek - faisant aussi référence à It's a small world - et où Alain Chabat est également la voix française du personnage principal[39].

### Parodies par Disney
- Le groupe de chanteurs-pirates de Disneyland Bootstrappers chantait en 2006 pour prévenir les patrons du parc de « l'attraction en canot maudite » où ils emprisonnent les pauvres petits enfants à bord d'un bateau dans un long tunnel noir et où ils jouent encore et toujours la même chanson qui ne peut sortir de leur tête. Ils chantaient ensuite la célèbre chanson mais en mode mineur.
- Au Cosmic Ray's Starlight Cafe de Tomorrowland au Magic Kingdom, un chanteur audio-animatronic du bar joue la chanson et déclare : « Sur ma planète, on utilise cette chanson pour détruire l'ennemi ».
- Dans Le Roi lion, après avoir été emprisonné par Scar, Zazu fredonne l'air de l'attraction, lorsque son geôlier l'interrompt brutalement.
- Dans Le Retour de Jafar, quand Aladdin demande au génie comment s'est passé son voyage autour du monde, le génie se divise en quatre petits génies déguisés et chante Notre monde est tout petit sur l'air de It's A Small World.
- Dans Hercule, quand Hadès montre à Hercule la partie des Enfers dans laquelle tourbillonnent les âmes des morts, il ajoute : « Comme l'autre monde est tout petit. » (« It's a small underworld after all. » en VO)
- Dans l'attraction Muppet's Vision 3D, les Muppets entament l'air de l'attraction.
- Dans Kuzco 2 : King Kronk, lorsque Yzma et Kronk descendent au laboratoire, une version accélérée de la chanson se fait entendre et des petites figurines parodient l'attraction.
- Dans le film Kim Possible, le film : Mission Cupidon (2005), l'un des plans du machiavélique Dr. Drakken est de transformer le monde en attractions du genre It's a small world afin de rendre les gens fous.
- Dans Le Roi lion 3 : Hakuna Matata, quand Pumba met le film en pause afin de pouvoir aller aux toilettes, Timon se met à chantonner le thème de l'attraction la bouche fermée, avant de la chanter tout en bougeant sur son siège. Aussi, durant le safari virtuel inclus sur le DVD du film, il est possible de voir une version de l'attraction thématisée sur les insectes chantant une chanson similaire ; Oncle Max dira à juste titre qu'il ne peut plus sortir cette chanson de sa tête, tandis que la mère de Timon la trouvera très entraînante.
- Dans un épisode de la série Disney's tous en boîte, Dingo chante la chanson des noisettes, qui a exactement la même mélodie que It's A Small World.
- L'attraction et sa chanson sont devenues des blagues au sein même des cast-members des parcs. À l'attraction du parc Disney's Hollywood Studios Who Wants To Be A Millionaire-Play It!, le présentateur annonce aux spectateurs que quiconque crie au joueur la réponse à une question sera forcé de faire l'attraction It's A Small World durant huit heures sans interruption.
- Dans l'attraction Stitch Live au Parc Walt Disney Studios, de temps à autre, Stitch appuie sur un bouton du vaisseau de Gantu par erreur, et lance la musique de l'attraction, avant de se rendre compte de sa bêtise et de se dire que la chanson ne sortira plus jamais de sa tête.
- Dans le jeu vidéo Epic Mickey et son remake Epic Mickey Rebrushed, le premier antagoniste principal auquel est confronté le héro, ou boss, est inspiré de l'attraction It's a Small World. Du nom de Le Beffroi en français, ou The Clocktower (La Tour d'Horloge) en anglais, ce personnage a l'apparence d'une géante tour en bois au visage tournoyant et joyeux. Son design est directement pris sur celui de la façade du manège. Lorsque le joueur l'affronte, son visage laisse apparaitre une grimace de folie tandis qu'il essaye d'écraser le personnage avec ses géants bras articulés. Il est dit dans l'histoire du jeu ainsi que des bandes-dessinées que la musique It's a Small World tournant en boucle dans ses oreilles pendant plus de 100 ans serait la raison de son état de démence. Le joueur possède deux manières de le vaincre, soit en le détruisant, lui faisant perdre sa tête et ses membres, soit en lui faisant retrouver la raison, permettant au Beffroi de s'excuser pour son comportement, confirmant bien que l'air musical répété ait été la cause de sa folie. Lors du combat contre cet ennemi, une musique remixée de It's a Small World joue, mélangeant l'air original et un style de musique épique traduisant une bataille intense.